# 雲紋麗鰻
雲紋麗鰻（学名：Callechelys marmorata）為輻鰭魚綱鰻鱺目糯鰻亞目蛇鰻科的其中一種，分布於印度太平洋區，從紅海、東非至社會群島，北至台灣海域，棲息深度2-37公尺，本魚體黃白色，具深色斑點，體長可達87公分，棲息在沙石底質淺水海域，為底棲性魚類，會將身體埋藏於沙泥中，屬肉食性。